# 白緣擬金眼鯛
白緣擬金眼鯛，又稱白緣單鰭魚，俗名三角仔、刀片，為輻鰭魚綱鱸形目擬金眼鯛科的其中一個種。

## 分布
本魚僅分布於日本至台灣間的海域。

## 深度
水深1至30公尺。

## 特徵
本魚體呈橄褐色，體側扁，尾柄稍細長。側線完全，由鰓蓋外緣延長到尾柄上。眼大，無脂性眼瞼。下頜稍突出。腹鰭較小，位於近胸處。背鰭硬棘6枚、軟條9枚；臀鰭硬棘3枚、軟條44枚。側線鱗片數72至81枚。體長可達18公分。

## 生態
本魚棲息在珊瑚礁區或清澈的潟湖，常成群活動，屬夜行性魚類，肉食性，以小魚及甲殼類為食。

## 經濟利用
體型特殊，體色亮麗，適合做觀賞魚，亦可食用，一般煮清湯。